# رنه پروال
رنه پروال (انگلیسی: René Préval؛ زادهٔ ۱۷ ژانویهٔ ۱۹۴۳ – درگذشته ۳ مارس ۲۰۱۷) یک سیاست‌مدار اهل هائیتی بود.
رنه پروال در ۳ مارس ۲۰۱۷ (۱۳ اسفند ۱۳۹۵) در سن ۷۴ سالگی درگذشت.